# Google Street View
Google Street View е технология в състава на Google Maps и Google Earth, която предоставя панорамни изгледи от различни улици по света. Услугата се появява на бял свят на 25 май 2007 г. в няколко града в САЩ, а след това се разраства, включвайки градове и селски райони от цял свят. Улиците, имащи налични Street View снимки, са обозначени със сини линии в Google Maps. Google Street View показва панорами, представляващи колаж от отделни изображения. По-голямата част от фотографиите се правят с кола, но в някои случаи се правят от човек, ходещ пеша, триколка, лодка, моторна шейна или подводен апарат.

## История
Идеята за Street View се появява още през 2001 г. покрай проект на Станфордския университет, финансиран от Google. Проектът завършва през юни 2006 г. и технологията му е използвана в бъдещия StreetView.
- 2007 г.: Начало на услугата от 25 май в САЩ, използвайки технологията Immersive Media.
- 2008 г.: През май Google обявява, че изпробва технология за замъгляване на лицата в снимките на оживените улици на Манхатън.[2] Технологията използва компютърен алгоритъм, който търси в базата данни с изображения на Google за лица и ги замъглява.[3] Street View е интегриран в Google Earth 4.3 и приложението Maps за iPhone. През ноември е въведено drag-and-drop човечето в основния потребителски интерфейс за свързване на 2D изгледа на картите с 3D изгледа на Street View. Когато човечето се постави върху координати в Google Maps, където има налични панорами на улиците, Street View бива отворен в целия прозорец.
- 2009 г.: Въведена е опция за цял екран. Въведена е възможност за навигация из панорамите чрез двойно щракване върху кое да е място или обект.[4]
- 2010 г.: Налични са панорами за фирми на закрито.[5] Google кани потребителите да допринасят със собствени панорами, използвайки джаджи в Android 4.2. Google показва потребителските панорами със сини кръгчета в Maps. Компанията създава е сайт, подчертаващ местата по света, където могат да се намерят.[6]
- 2013 г. Google създава програма, позволяваща на трети лица да наемат камера-раница, с която до допринасят към услугата. Различни фирми могат да платят на фотограф, който да заснеме панорамни изображения във вътрешността на помещенията им, които по-късно да бъдат включени в Street View.[7][8]
- 2014 г.: Улични панорами от миналото могат да бъдат разглеждани, ако са налични за дадена улица.[9]
- 2015 г.: През октомври е въведена поддръжка за Google Cardboard, което позволява на потребителите да разглеждат панорамите в 360-градусове виртуална реалност.[10]
- 2017 г. Добавени са изображения от Международната космическа станция в Street View. През септември Google обявява, че ще подобри качеството на снимките, използвайки камери с висока резолюция и изкуствен интелект, който да прави по-добри снимки.[11][12] От октомври Google позволява на потребителите да съставят улични панорами чрез фотосфери, които са достатъчно близо една до друга.[13]

## Имплементация
Street View е наличен като компонент на Google Maps, като уеб приложение и като мобилно приложение за Android и iOS. В началото Google Maps използва Adobe Flash за Street View. Google Maps е обновен през 2013 г., като новата версия използва JavaScript. Новата версия на Maps и Street View, обаче, се оказва по-бавна от предходната на най-различни машини

## Защита на личните данни
Google Street View може да замъгли жилищата на потребители, които го поискат. Услугата автоматично замъглява лицата на хората и регистрационните номера на колите. Защитниците на личните данни възразяват срещу Street View, посочвайки към снимки на мъже, излизащи от стриптийз клубове, протестиращи пред клиника за аборти, плажуващи по бикини и други. Друг проблем е височината на фотоапарата, като в поне две държави, Япония и Швейцария, от Google са принудени да намалят височината на фотоапаратите, така че да не снимат отвъд огради и плетове. Услугата предлага и на потребителите да отбелязват неподходящите снимки за преглед и отстраняване от Google. Тези и други проблеми карат Google да не предоставя или да спре услугата си в различни държави по света.

## Покритие
Към юни 2012 г. Google вече разполага с 20 петабайта данни за Street View, съставящи снимки на пътища с дължина над 8 милиона километра в 39 държави и около 3000 града. Покритие има в по-голямата част на Северна и Южна Америка. Панорамните изгледи вече включват и подводни такива, а някои изображения от пустинен терен са снимани от гърба на камила. Все пак, все още има много места, където услугата е силно ограничена или няма присъствие.

## Галерия
- Кола на Street View в Япония.
- Колата на Street View в кампуса на Google в Маунтин Вю, Калифорния.
- Велосипедист, снимащ за Street View, в Нунавут, Канада.
- Камерата-раница на Street View за пешеходец.